# هرمانیتشکی
هرمانیتشکی (به چکی: Heřmaničky) یک منطقهٔ مسکونی در جمهوری چک است که در ناحیه بنشوو واقع شده‌است. هرمانیتشکی ۱۷٫۳۹ کیلومتر مربع مساحت و ۷۰۵ نفر جمعیت دارد.